# YouTube Poop
YouTube Poop (YTP, пуп; досл. з англ. — «ютуб-какашка») — жанр специфічних відеомонтажів на YouTube, створених за допомоги різних програм-відеоредакторів (переважно Vegas Pro), які викривляють початковий матеріал задля розваги шляхом додавання гумористичних, сюрреалістичних та нецензурних елементів.
Найчастіше такі ролики не несуть за собою особливого змістового навантаження, натомість містять велику кількість «грубих» візуальних і звукових вставок, являючи собою нарзікою чиїхось інших роликів, картинок чи аудіофайлів (які часто є інтернет-мемами).

## Історія
Першим у жанрі YouTube Poop було відео «The Adventures of Super Mario Bros. 3 REMIXED!!!», опубліковане на вебсайті SheezyArt 22 грудня 2004 року та пізніше на YouTube користувачем SuperYoshi з назвою «I'D SAY HE'S HOT ON OUR TAIL». Відео було змонтоване у Windows Movie Maker на основі мультсеріалу «Пригоди Super Mario Bros 3». Згодом жанр набув популярності й отримав свої піджанри та локальні особливості.
На початку 2010-х років як окремий піджанр зародився Russian YouTube Poop (RYTP), найяскравішими представниками якого є серія пупів «Гарри Повар» від kora0081, заснована на фільмах франшизи «Гаррі Поттер», та «Хуячу на Дачу» від multiprogramm. Цей напрямок поглинув інтерес українських інтернет-користувачів до пупів, що перетворило незароджений український YouTube Poop на поодиноке явище.[джерело?]

### Українська варіація
Ukrainian YouTube Poop (UYTP) — поодинокі відео в жанрі YouTube Poop, що містять українськомовну основу. Першим українським пупером вважається користувач tarkan standart, який 8 січня 2016 року опублікував відео «Deal with TCH (ТСН) | RYTP | UYTP».[відсутнє в джерелі]

## Технологія
У пупах часто використовуються візуальні та звукові ефекти для зміни відео, а також перестановка його фрагментів. Деякі з цих відео можуть включати цілковите або часткове перепрофілювання джерел (су́рсів, від англ. source) для створення або передачі часто самосвідомої історії, тоді як інші використовують нелінійну оповідь, а деякі можуть бути без сюжету, часто являючи собою набір сюрреалістичного гумору та артистизму або суте експериментування з ефектами різного ступеня абстрактності. Деколи на їхній основі створюють повноцінні сюжетні ролики, які можуть мати драматичний характер.
Іноді YouTube Poop може навіть цілком складатися з існуючого відео- та аудіоряду з певними модифікаціями, як-от уповільнення, зворотне програвання (реве́рс, від англ. reversing) чи реміксування. Характерною технікою є вордмі́кс — склеювання фрагментів аудіодоріжки для словотвору, досконалість якого часто вбачають мірилом якості пупу. За основу відео використовують фрагменти з телепередач, мультфільмів, ігор тощо — зазвичай популярних, або таких, що пов'язані з ностальгічними почуттями автора чи аудиторії. Ефекти, повторення, словотвори, скримери та численні відсилки слугують задля ефекту комічності, а їхня послідовність, часто причудлива, може розважати, збивати з пантелику чи дратувати, залежно від глядача.

## Піджанри
- Рандом — найчастіший представник жанру, що являє собою випадкову імпровізацію без сюжету
- Музпуп — створення на основі звуків з певного відео мелодії
- Колаборація (колаб) — YTP, у створенні якого брало участь декілька авторів
- Сюжетний пуп — що містить у собі сюжет
- Теніс — назва походить від одноіменного виду спорту, має за мету переробити пуп опонента.

Піджанри можуть поєднюватися.

## Авторське право і добропорядне використання
Оскільки YouTube Poop значною мірою покладається на аудіовізуальні матеріали, захищені законом про авторське право, пупи часто вилучають з YouTube після скарг DMCA. Політолог і письменник Трейче Цветковскі 2013 року відзначав, що, попри те, що Viacom подав у 2007 році позов щодо порушення авторських прав проти YouTube, який явно стосувався YouTube Poop, зокрема «The Sky Had a Weegee» від Hurricoaster, у якому містяться сцени з мультсерілу Губка Боб Квадратні Штани (зокрема, епізод «Shanghaied») і Weegee (сатирична карикатура на Луїджі з Nintendo в тому вигляді, у якому він з'являється в DOS-версії Mario Is Missing), як не дивно, численні відео YouTube Poop залишаються на YouTube.
Закон про авторське право у Сполученому Королівстві дає змогу людям використовувати матеріали, захищені авторським правом, з метою пародії, стилізації та карикатури, що не вважається порушенням авторських прав на матеріал. Власники авторських прав можуть подати до суду на пародиста тільки в тому разі, якщо твір сприймається як повідомлення ненависті або дискримінаційного характеру, що змінює передбачувану мету матеріалу правовласника. Якщо потім справу передають до суду, суддям рекомендується з точки зору юрисдикції вирішити, чи відповідає відео цим критеріям.